# Кашлинская, Алина Анатольевна
Али́на Анато́льевна Кашли́нская (28 октября 1993, Москва) — польская, ранее российская шахматистка, гроссмейстер (2009) среди женщин. Чемпионка Европы среди женщин 2019 года. Гроссмейстер России (2020).

## Биография

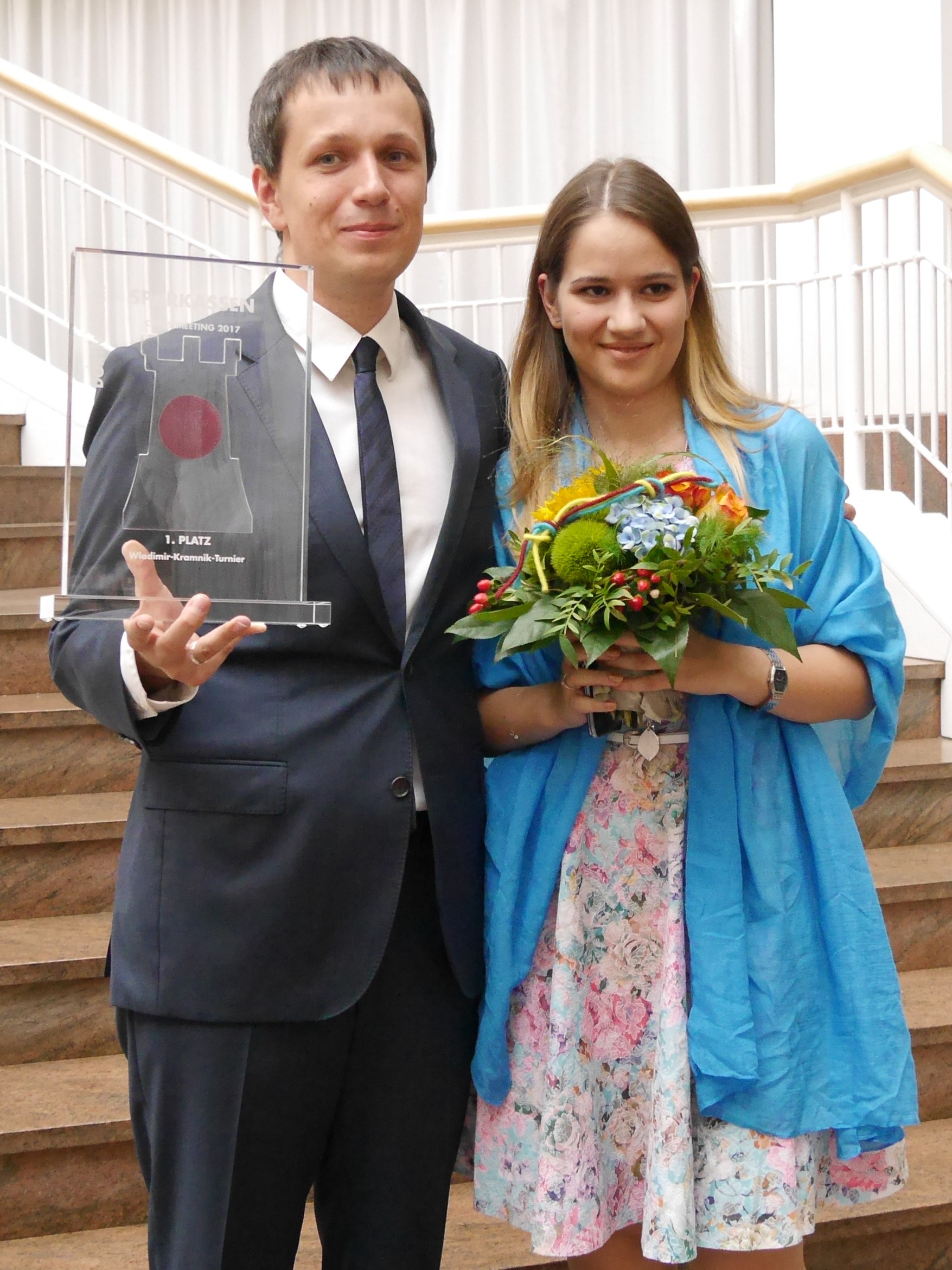
Радослав Войташек и Алина Кашлинская. Дортмунд. 2017.

Начала заниматься шахматами в возрасте 6 лет и 10 месяцев под руководством тренера Карташева А. И. Через год она получила 1-й разряд. Дважды (в 8 и 9 лет) становилась серебряным призёром Чемпионата Москвы в своей возрастной категории. В 2003 году победила в первенстве России в своей возрастной категории, а затем дважды становилась вице-чемпионкой Европы до 10 лет (по классическим и по быстрым шахматам). Проходила обучение в шахматной школе Московского Дворца Пионеров (ныне ДЮСШ им. М.М. Ботвинника).
В 11 лет стала кандидатом в мастера спорта. В 2005 году получила звание «мастер ФИДЕ среди женщин». В 13 лет стала самым юным в Европе и России женским международным мастером по шахматам, в 15 лет — самым юным в Европе и России женским международным гроссмейстером по шахматам. Мастер спорта России (2012). На 1.01.2013 у Алины рейтинг 2350, что является 116 в Мире и 18-м в России.
Окончила факультет психологии РГСУ. Автор нескольких статей и стихотворений на шахматную тему. За стихотворение «Девочка-Спортсменка» она была награждена медалью им. А. П. Чехова.
Тренер — международный гроссмейстер Сергей Долматов. В разные годы тренерами были международные гроссмейстеры Валерий Чехов, Сергей Архипов, Людмила Зайцева, международные мастера Владимир Викторович Вульфсон, Валерий Цатурян.
В апреле 2019 года стала чемпионкой Европы среди женщин.
В ноябре 2021 года в Риге она заняла 19-е место на турнире «Большая женская швейцарка ФИДЕ».
В 2023 году в Варшаве она выиграла бронзовую медаль в чемпионате Польши по шахматам среди женщин.

## Изменения рейтинга
| Графики недоступны из-за технических проблем. См. информацию на Фабрикаторе и на mediawiki.org. |

## Личная жизнь
В июле 2015 года Алина вышла замуж за польского гроссмейстера Радослава Войташека.